# مانويل هيريرا
مانويل هيريرا (بالإنجليزية: Manuel Herrera)‏ هو سياسي أمريكي، ولد في 3 ديسمبر 1936 في الولايات المتحدة، وتوفي في 21 أكتوبر 2007. حزبياً، نشط في الحزب الديمقراطي. وقد انتخب عضو مجلس نواب نيومكسيكو وانتخب عمدة بايارد.